# Santiago Ascacíbar
Santiago Lionel Ascacíbar (La Plata, 25 febbraio 1997) è un calciatore argentino, centrocampista dell'Estudiantes (LP).

## Caratteristiche tecniche
Mediano dal fisico minuto, abile nei contrasti difensivi e nell'impostazione del gioco, è stato paragonato al connazionale Javier Mascherano.

## Carriera

### Club
Cresciuto nell'Estudiantes (LP), dopo due stagioni disputate in prima squadra il 22 agosto 2017 passa allo Stoccarda, con cui firma un quinquennale. Nel 2018 prolunga il proprio contratto con il club biancorosso.
Il 1º gennaio 2020 si trasferisce all'Hertha Berlino.
Il 23 luglio 2022 viene ceduto in prestito alla Cremonese. Il 14 agosto esordisce con i grigiorossi ed in Serie A, giocando il secondo tempo della partita in casa della Fiorentina, persa per 3-2.
Disputa 14 partite tra campionato e coppe con i lombardi per poi fare ritorno all'Estudiantes il 17 gennaio 2023.

### Nazionale
Il 17 agosto 2018 viene convocato per la prima volta in nazionale maggiore dal neo-CT Lionel Scaloni.

## Statistiche

### Presenze e reti nei club
Statistiche aggiornate al 5 aprile 2025.
| Stagione                | Squadra                 | Campionato              | Campionato | Campionato | Coppe nazionali | Coppe nazionali | Coppe nazionali | Coppe continentali | Coppe continentali | Coppe continentali | Altre coppe | Altre coppe | Altre coppe | Totale | Totale |
| Stagione                | Squadra                 | Comp                    | Pres       | Reti       | Comp            | Pres            | Reti            | Comp               | Pres               | Reti               | Comp        | Pres        | Reti        | Pres   | Reti   |
| ----------------------- | ----------------------- | ----------------------- | ---------- | ---------- | --------------- | --------------- | --------------- | ------------------ | ------------------ | ------------------ | ----------- | ----------- | ----------- | ------ | ------ |
| 2016                    | Estudiantes (LP)        | PD                      | 16+1       | 0          | CA              | 1               | 0               | CS                 | 2                  | 0                  | -           | -           | -           | 20     | 0      |
| 2016-2017               | Estudiantes (LP)        | PD                      | 24         | 0          | CA              | 0               | 0               | CL+CS              | 4+2                | 0                  | -           | -           | -           | 30     | 0      |
| 2017-2018               | Stoccarda               | BL                      | 29         | 0          | CG              | 2               | 0               | -                  | -                  | -                  | -           | -           | -           | 31     | 0      |
| 2018-2019               | Stoccarda               | BL                      | 27+1       | 0          | CG              | 0               | 0               | -                  | -                  | -                  | -           | -           | -           | 28     | 0      |
| 2019-gen. 2020          | Stoccarda               | ZL                      | 13         | 1          | CG              | 2               | 0               | -                  | -                  | -                  | -           | -           | -           | 15     | 1      |
| Totale Stoccarda        | Totale Stoccarda        | Totale Stoccarda        | 69+1       | 1          |                 | 4               | 0               |                    | -                  | -                  |             | -           | -           | 74     | 1      |
| gen.-giu. 2020          | Hertha Berlino          | BL                      | 8          | 0          | CG              | 1               | 0               | -                  | -                  | -                  | -           | -           | -           | 9      | 0      |
| 2020-2021               | Hertha Berlino          | BL                      | 13         | 1          | CG              | 0               | 0               | -                  | -                  | -                  | -           | -           | -           | 13     | 1      |
| 2021-2022               | Hertha Berlino          | BL                      | 28+1       | 0          | CG              | 2               | 0               | -                  | -                  | -                  | -           | -           | -           | 31     | 0      |
| Totale Hertha Berlino   | Totale Hertha Berlino   | Totale Hertha Berlino   | 49+1       | 1          |                 | 3               | 0               |                    | -                  | -                  |             | -           | -           | 53     | 1      |
| 2022-gen. 2023          | Cremonese               | A                       | 13         | 0          | CI              | 1               | 0               | -                  | -                  | -                  | -           | -           | -           | 14     | 0      |
| 2023                    | Estudiantes (LP)        | PD                      | 26         | 4          | CA+CdL          | 5+9             | 1+0             | CS                 | 10                 | 0                  | -           | -           | -           | 50     | 5      |
| 2024                    | Estudiantes (LP)        | PD                      | 22         | 4          | CA+CdL          | 2+16            | 0+1             | CL                 | 5                  | 1                  | SA+TC       | 1+1         | 0           | 47     | 6      |
| 2025                    | Estudiantes (LP)        | PD                      | 11         | 3          | CA              | 1               | 0               | CL                 | 1                  | 1                  | -           | -           | -           | 13     | 4      |
| Totale Estudiantes (LP) | Totale Estudiantes (LP) | Totale Estudiantes (LP) | 99+1       | 11         |                 | 34              | 2               |                    | 23                 | 2                  |             | 2           | 0           | 159    | 15     |
| Totale carriera         | Totale carriera         | Totale carriera         | 233        | 13         |                 | 42              | 2               |                    | 23                 | 2                  |             | 2           | 0           | 300    | 17     |

### Cronologia presenze e reti in nazionale
| Cronologia completa delle presenze e delle reti in nazionale ― Argentina | Cronologia completa delle presenze e delle reti in nazionale ― Argentina | Cronologia completa delle presenze e delle reti in nazionale ― Argentina | Cronologia completa delle presenze e delle reti in nazionale ― Argentina | Cronologia completa delle presenze e delle reti in nazionale ― Argentina | Cronologia completa delle presenze e delle reti in nazionale ― Argentina | Cronologia completa delle presenze e delle reti in nazionale ― Argentina | Cronologia completa delle presenze e delle reti in nazionale ― Argentina |
| Data                                                                     | Città                                                                    | In casa                                                                  | Risultato                                                                | Ospiti                                                                   | Competizione                                                             | Reti                                                                     | Note                                                                     |
| ------------------------------------------------------------------------ | ------------------------------------------------------------------------ | ------------------------------------------------------------------------ | ------------------------------------------------------------------------ | ------------------------------------------------------------------------ | ------------------------------------------------------------------------ | ------------------------------------------------------------------------ | ------------------------------------------------------------------------ |
| 8-9-2018                                                                 | Los Angeles                                                              | Argentina                                                                | 3 – 0                                                                    | Guatemala                                                                | Amichevole                                                               | -                                                                        | 46’                                                                      |
| 11-10-2018                                                               | Riad                                                                     | Argentina                                                                | 4 – 0                                                                    | Iraq                                                                     | Amichevole                                                               | -                                                                        | 46’                                                                      |
| 20-11-2018                                                               | Buenos Aires                                                             | Argentina                                                                | 2 – 0                                                                    | Messico                                                                  | Amichevole                                                               | -                                                                        | 35’ 55’                                                                  |
| Totale                                                                   |                                                                          | Presenze                                                                 | 3                                                                        |                                                                          | Reti                                                                     | 0                                                                        |                                                                          |

## Palmarès

### Club

#### Competizioni nazionali
- Copa Argentina: 1

Estudiantes: 2023
- Copa de la Liga Profesional: 1

Estudiantes: 2024
- Trofeo de Campeones de la Liga Profesional: 1

Estudiantes: 2024